# Nadelabweichung
Die Nadelabweichung (engl. grivation) bezeichnet den Winkel zwischen Gitternord einer geodätischen Karte und magnetisch Nord. Sie ist bei westlichen Abweichungen (magnetisch Nord westlich von Gitternord) negativ, bei östlichen Abweichungen positiv.
Da sich die Nadelabweichung aus der (veränderlichen) Deklination und dem (unveränderlichen) Gitternord errechnet, ist die Veränderung dieses Wertes (meist jährlich) üblicherweise auf der Karte vermerkt. Die Abweichung von Gitternord und der Deklination gegen geografisch-Nord können auch einzeln angegeben sein.
Der wesentliche Vorteil der Nadelabweichung ist, dass jede Nord-Süd verlaufende Gitterlinie auf der jeweiligen Karte als Bezug für Richtungen in Bezug auf geografisch-Nord verwendet werden kann, ohne auf eine separate Nordlinie rückgreifen zu müssen.
Es gilt:
Nadelabweichung = magnetische Deklination – Meridiankonvergenz
Dabei sind die Vorzeichen zu beachten, also die Richtungen der Abweichungen.

## Verwandte Begriffe
- Deklination (Geographie) ist die Abweichung von geographisch Nord und magnetisch Nord
- Meridiankonvergenz ist die Abweichung zwischen geographisch Nord und Gitternord.